# آنوشاوان آرزومانیان
آنوشاوان آغافونی آرزومانیان (ارمنی: Անուշավան Աղաֆոնի Արզումանյան؛  زادهٔ ۲۷ فوریهٔ ۱۹۰۴ - درگذشته ۱۸ ژوئیهٔ ۱۹۶۵) اقتصاددان، سیاستمدار اهل ارمنستان از تاریخ تا تاریخ ریاست دانشگاه دولتی ایروان را برعهده داشت.

## زندگی‌نامه
وی در ۱۲ فوریه یا ۲۷ فوریه (۱۱ مارس) ۱۹۰۴ یا در روستای کاوارت به دنیا آمد . همچنین برندهٔ جوایزی همچون نشان لنین، نشان جنگ میهنی (درجه دو), نشان پرچم سرخ کار، نشان پرچم سرخ، نشان ستاره سرخ، نشان برجسته افتخار و روبان مدال دفاع از قفقاز شده‌است. وی در ۱۸ ژوئیه ۱۹۶۶۵ در سن سالگی در مسکو درگذشت و در گورستان نووودویچی به خاک سپرده شود.